# Le jeu de tarots
Le jeu de tarots är ett franskt kortspel som spelas med en tarotkortlek. Spelet är känt sedan 1600-talet. 
I likhet med de flesta andra tarotspel är le jeu de tarot ett sticktagningsspel, där de 21 numrerade trumfkorten har rollen som permanent trumffärg. Spelarna får i given 12 kort var; resterande kort läggs åt sidan. Poäng erhålls i första hand för vissa hemspelade kort: det onumrerade trumfkortet, Narren, den högsta trumfen, Världen, och den lägsta, Magikern, samt alla de klädda korten. Därutöver får man poäng för varje hemtaget stick utöver tolv, och straffas med minuspoäng för varje stick under tolv.
Vinnare är den som först uppnår överenskommen poängsumma.